# Escarabajo de la ambrosía
El escarabajo de la ambrosía engloba muchas especies de escarabajos perforador de la madera, que viven en simbiosis nutricional con los hongos de ambrosía. Los escarabajos de la ambrosía son parte de las subfamilias de gorgojos escolitinos y Platypodinae (Coleoptera, Curculionidae). Hay alrededor de 3000 especies de escarabajos conocidos que emplean la estrategia de la ambrosía.
Estos escarabajos, a diferencia de otras especies perforadoras de la madera, no son xilófagos; se alimentan de los hongos, que son su única fuente de nutrición. Los escarabajos excavan túneles en árboles muertos o estresados en los que introducen los hongos. El hongo penetra en el tejido del xilema de la planta, extrae nutrientes de él y los concentra en la superficie y cerca de la galería del escarabajo. Los hongos simbióticos producen y desintoxican etanol, que atrae a los escarabajos de la ambrosía, y probablemente previene el crecimiento de patógenos antagónicos y selecciona otros nutrientes beneficiosos.
La mayoría de los escarabajos de la ambrosía colonizan el xilema de árboles recientemente muertos, pero algunos colonizan árboles estresados que aún están vivos, y unas pocas especies atacan árboles sanos. Las especies difieren en su preferencia por distintas partes de los árboles, distintas etapas de deterioro y en la forma de sus túneles ("galerías"). Sin embargo, la mayoría de los escarabajos de ambrosía no están especializados en ningún grupo taxonómico de huéspedes, a diferencia de la mayoría de los organismos fitófagos, incluidos los escarabajos de la corteza, estrechamente relacionados.
Una especie de escarabajo de la ambrosía, Austroplatypus incompertus, exhibe eusocialidad, siendo uno de los pocos organismos fuera de los himenópteros e isópteros que lo hace. Unas pocas especies atacan árboles vivos y sanos, y pueden alcanzar proporciones epidémicas en las regiones de las que no son nativos (Xyleborus glabratus, Euwallacea fornicatus).

## Clasificación y diversidad

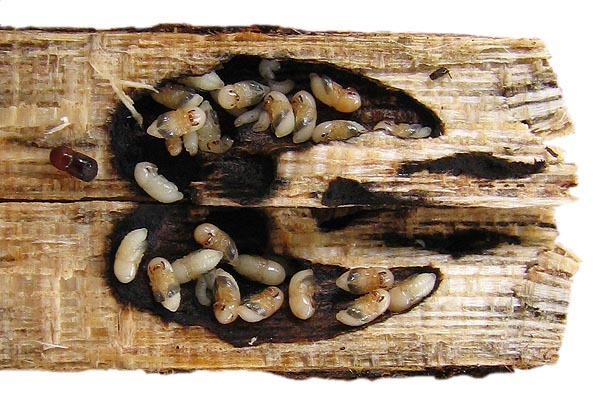
Galería de Xylosandrus crassiusculus abierta, con pupas y hongo negro

Hasta hace poco, los escarabajos de la ambrosía se clasificaban en las familias independientes de los escolitinos y Platypodidae; sin embargo, en realidad son algunos de los gorgojos más derivados y ahora se ubican en las subfamilias Scolytinae y Platypodinae de la familia Curculionidae.
Los escarabajos de la ambrosia son un gremio ecológico, pero no un clado filogenético. El hábito de la ambrosía es un ejemplo de evolución convergente, ya que varios grupos desarrollaron la misma relación simbiótica de forma independiente. La mayor diversidad de escarabajos de la ambrosía se encuentra en los trópicos. En comparación con la diversidad en los trópicos, la fauna de escarabajos de la ambrosía en las zonas templadas es bastante limitada. 

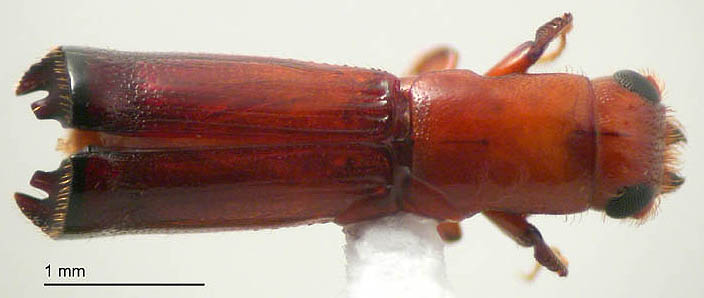
Dinoplatypus chevrolati de Papúa Nueva Guinea, un ejemplo de Platypodinae, otro grupo rico en especies de escarabajos de la ambrosía.

## La relación simbiótica
Los escarabajos y sus larvas pastan en el micelio expuesto en las paredes de la galería y en cuerpos llamados esporodoquios, grupos de esporas del hongo. La mayoría de las especies de escarabajos de la ambrosía no ingieren el tejido de la madera; en cambio, el aserrín resultante de la excavación es expulsado de la galería. Después de la etapa larvaria y pupal, los escarabajos de la ambrosía adultos recogen masas de esporas de hongos en sus micangias y abandonan la galería para buscar su propio árbol.
Se han descrito unas pocas docenas de especies de hongos de ambrosía, actualmente en los géneros Ambrosiella, Meredithiella y Phialophoropsis (de Microascales), Afroraffaelea y Raffaelea (de Ophiostomatales), Ambrosiozyma (Saccharomycetales), Fusarium y Geosmithia (de Hypocreales), y Flavodon (de Basidiomycota).  Aún quedan muchas más especies por descubrir. Se sabe poco sobre la bionomía o especificidad de los hongos de la ambrosía. Se cree que los hongos de la ambrosía dependen del transporte y la inoculación proporcionados por los escarabajos, ya que no se han encontrado en ningún otro hábitat. Todos los hongos de la ambrosía son probablemente asexuales y clonales. Se sabe que algunos escarabajos adquieren ("roban") inóculo de hongos de jardines de hongos de otras especies de escarabajos de la ambrosía.

## Origen evolutivo
Durante su evolución, la mayoría de los gorgojos escolítidos y platipódidos se volvieron progresivamente más o menos dependientes de los hongos que cohabitaban regularmente en los árboles muertos. Esta evolución tuvo diferentes resultados en diferentes grupos:
- Algunos escarabajos de corteza que se alimentan de floema (floeófagos) son vectores de hongos fitopatógenos, que en algunos casos contribuyen a la muerte de los árboles.[12] El grado en que la patogenicidad de los hongos beneficia a los propios escarabajos no es en absoluto trivial y sigue siendo objeto de debate.[13]
- Muchos de los escarabajos de corteza que se alimentan de floema utilizan hongos que infestan el floema como un complemento a su dieta. Algunos floófagos se volvieron dependientes de esa dieta mixta y desarrollaron micangias para transportar a sus simbiontes desde los árboles maternos a los árboles recién infestados.[14] Estos escarabajos se llaman micofloófagos .
- Los escarabajos de la ambrosía y los hongos de la ambrosía son, por lo tanto, sólo un extremo del espectro de la asociación gorgojo-hongo, donde tanto el escarabajo como el hongo se volvieron completamente dependientes uno del otro.[15]

## Impacto
La gran mayoría de los escarabajos de la ambrosía colonizan árboles muertos y tienen un efecto económico mínimo o nulo. Algunas especies son capaces de colonizar árboles vivos estresados (Xylosandrus). 
Las especies de escarabajos que colonizan fácilmente la madera, como troncos para aserrar, madera verde y pernos de duelas, a menudo causan pérdidas económicas específicas de la región en la que se instalan, debido a los agujeros y defectos de la madera teñida causados por las galerías donde crían a las pupas. En el norte de Estados Unidos y Canadá, los troncos de coníferas son atractivos para Trypodendron lineatum (Oliv.) durante el vuelo de enjambre de primavera (Dyer 1967).  Estudios anteriores demostraron que las secciones de troncos cortos se vuelven atractivas más rápidamente que los troncos largos.